# 空軍士官学校 (アメリカ合衆国)
アメリカ合衆国空軍士官学校（くうぐんしかんがっこう、英: United States Air Force Academy、USAFA）は、アメリカ空軍及び宇宙軍の士官学校。所在地はコロラド州コロラドスプリングス。ウェストポイント陸軍士官学校、アナポリス海軍兵学校と並ぶ米軍将校の養成機関である。4年制大学に相当し、卒業時には学士号を授与される。

## 概要
米空軍士官学校は、4年間の教育プログラムで、士官候補生を正規士官として勤務するのに必要となる能力を育て、リーダーシップを発揮するために求められる知識を提供する。候補生は卒業後、Bachelor of Scienceの学位が与えられ、空軍少尉もしくは宇宙軍少尉となる。
志願には、米議会上下院の議員か現役将校からの推薦、もしくは法律による推薦適任基準に合致する必要がある。

## 歴史
1949年に新設される空軍の要求に見合う士官を育成するため、文民指導層や軍事教育家の評議委員会が設立された。この評議委員会は、空軍士官に必要な資質を育成するのに、陸軍士官学校や海軍兵学校の教育内容を拡張しただけでは不可能だと考え、空軍士官専門の士官学校を設立すべきだと提言した。これにより、当時の空軍長官であるウィリアム・S・サイミントンが、1949年に空軍士官学校の候補地選考会を設立した。その後、1954年4月1日に時の大統領アイゼンハワーが空軍士官学校の設立を認定、候補地選考会は候補地を45州の580か所を検討し、3候補に絞った。1954年の夏、空軍長官のハロルド・タルボットが、コロラド州コロラドスプリングスを選定した。空軍がその土地を購入する際、コロラド州は100万ドルの寄付をしている。1955年7月に空軍士官学校の建設工事が開始され、第1期生がデンバー・ロウリー基地に設立された仮設校舎に入学した。1958年8月に士官学校が完成、士官候補生達は移駐した。建造費は1億4,200万ドルであった。
1976年6月28日に女性士官候補生の受け入れを開始し、女性157名が入校した。そして、1980年5月28日に初の女性卒業生として97名が卒業をしている。
2020年4月18日、86名の卒業生が初の宇宙軍少尉に任官された。

## 教育課程

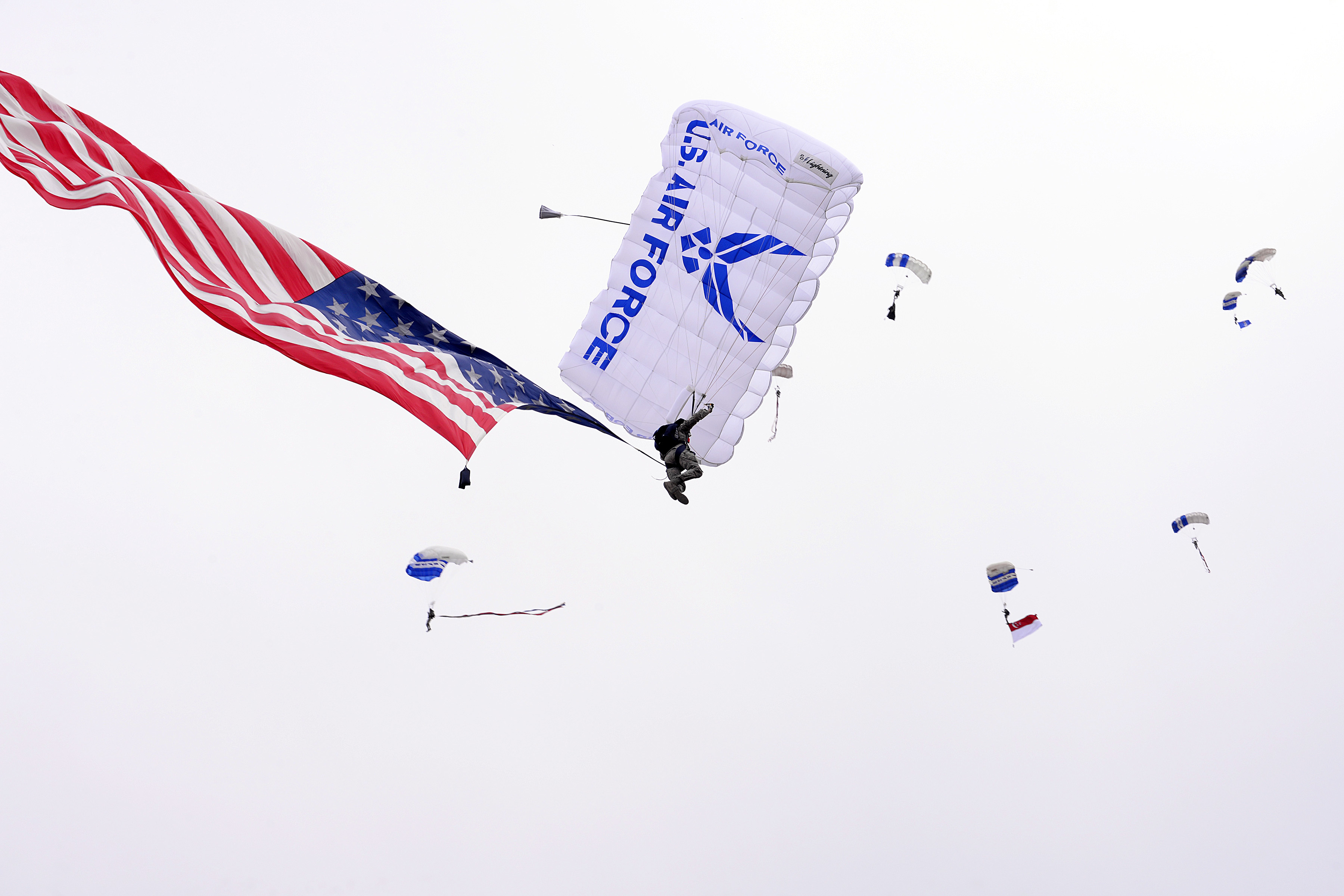
『ウイングス・オブ・ブルー』の降下展示

士官候補生を、正規士官として必要な一般教養、専門的科目で構成されたバランスのとれたカリキュラムを実施する。また、将来に特別な専門分野に進む予定の士官候補生には、人体生理学、コンピューター科学、経済、軍事史、宇宙航法、法律、政治学などを教育する専門コースを用意している。
士官候補生の基本的なカリキュラムは科学、工学、社会科学、人文科学のコースが含まれており、その他25の主要選択科目から1科目を履修する。
6割ほどの候補生は科学や技術系の科目を、残りの4割は社会科学や人文科学をそれぞれ選択している。管理、宇宙飛行技術、国際関係論、政治学、歴史、行動科学、機械力学、航空工学、土木工学、電気工学などが評判の良い科目である。
士官学校の運動科目は、フィジカル・フィットネスの改良を行い、運動技能を教育するとともに、リーダーシップを体得するように計画されている。候補生は、毎年少なくとも3種目の異なる運動科目を履修しなくてはならない。
訓練用のパラシュートを使い降下展示を行う『ウイングス・オブ・ブルー』はアメリカのエアショーなどにも出演している。

## 教員

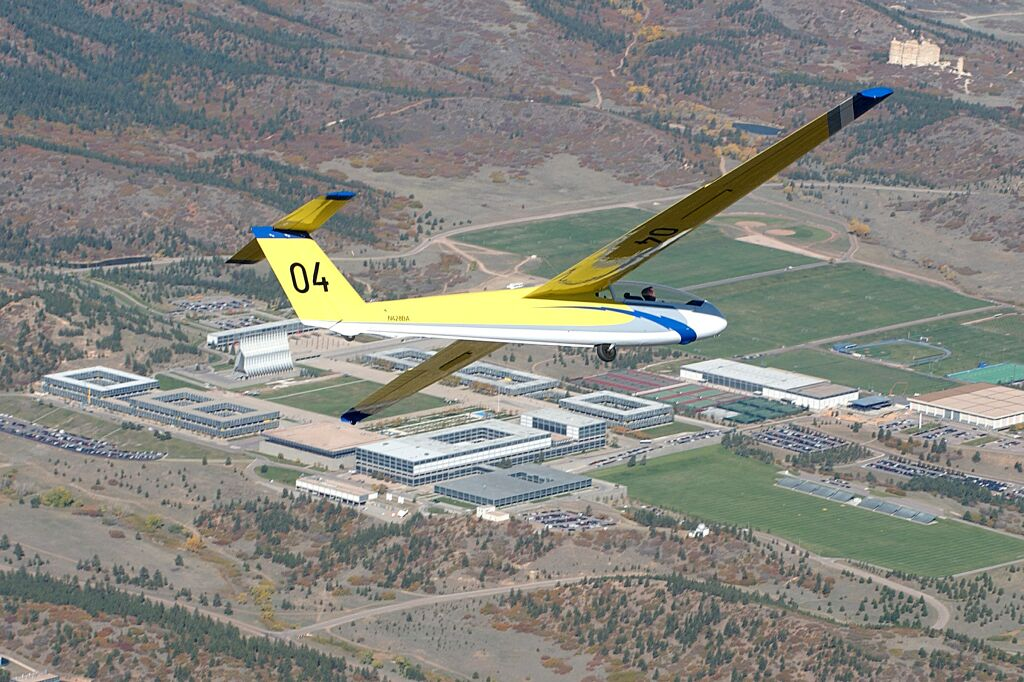
キャンパス上空

士官学校の学部教員は600名ほど存在し、主に空軍士官である。教員選抜は、勤務成績が優秀で、奉仕精神を持つ正規士官限定で行われる。また、教員は少なくとも修士号を保有しており、約35%は博士号を取得している。候補生に対して教員は知識だけでなく、候補生が将来的に士官となった場合に必要な性格と、優れたリーダーシップを体得させた上、国家に奉仕する精神を涵養させる。教員の一部には、一般市民の教授、准教授を採用し、1年ないし数年の教育を担当する。他の軍の士官からも教員が派遣されており、ごく少数だが同盟国軍士官が外国語、経済学、航空工学、軍事戦略を教育する。また、文民や軍人の優れた講師も候補生に専門知識を提供する。

## スポーツ
空軍士官学校のスポーツチームは、エアフォース・ファルコンズと呼ばれている。